# A me mi piace
A me mi piace è un film del 1985. L'unico diretto da Enrico Montesano, vincitore di un David di Donatello e di un Nastro d'argento. Il film è anche l'unica pellicola che vede come attrice cinematografica l'artista Anna Marchesini.

## Trama
Arturo è conduttore di una TV privata milanese. Una sera si trova in casa Mike, un amico statunitense tradito dalla moglie Marion, che è scappata con un certo Jack. Arturo gli promette che lo aiuterà ma quando incontra la donna se ne innamora perdutamente, e così anche lei. Intanto Mike ha trovato un'altra ragazza. Dopo una girandola di guai, Arturo sarà libero di raggiungere Marion negli Stati Uniti.

## Colonna sonora
Nel film sono inseriti i brani You can't get out of my heart, composto da Mike Francis e cantata da Rochelle Redfield, Tornando a casa e Prendi la luna, cantate in lingua inglese da Fabio Concato.
Mike Francis in seguito reinciderà lui stesso il brano, mentre i due brani composti da Fabio Concato saranno pubblicati l'anno successivo (cantati in italiano) nell'album Senza avvisare.
Nel film è inoltre presente una parte dell'aria E lucevan le stelle tratta dall'opera lirica Tosca di Giacomo Puccini.
Il 33 giri, pubblicato su lp e cassette Mercury Records e distribuito dalla Polygram, non è mai stato stampato su cd, né è disponibile per lo streaming e il download ufficiale.